# Лорен Альфонсо
Лорен Берто Альфонсо Домінгес (ісп. Loren Berto Alfonso Domingues, нар. 23 лютого 1995) — кубинський та азербайджанський боксер, срібний та бронзовий призер Олімпійських ігор, чемпіон світу та Європейських ігор.

## Любительська кар'єра
Європейські ігри 2019
- 1/16 фіналу:Переміг Степана Грекула (Україна) — 3-0
- 1/8 фіналу:Переміг Михайла Долголевця (Білорусь) — 5-0
- 1/4 фіналу:Переміг Зіада Ель-Могора (Бельгія) — 5-0
- 1/2 фіналу:Переміг Сімоне Фіорі (Італія) — 4-1
- Фінал:Переміг Бенджаміна Віттакера (Велика Британія) — 3-2

Чемпіонат світу 2019
- 1/16 фіналу:Переміг Газімагомеда Халідова (Іспанія) — 3-2
- 1/8 фіналу:Переміг Умара Дзамбекова (Австрія) — 4-1
- 1/4 фіналу:Програв Ділшодбеку Рузметову (Узбекистан) — 2-3

Олімпійські ігри 2020
- 1/8 фіналу:Переміг Ділшодбека Рузметова (Узбекистан) — 4-1
- 1/4 фіналу:Переміг Байрама Малкама (Туреччина) — 5-0
- 1/2 фіналу:Програв Арлену Лопесу (Куба) — 0-5

Чемпіонат світу 2021
- 1/16 фіналу:Переміг Тайфікуллах Сулаймані (Афганістан) — 5-0
- 1/8 фіналу:Переміг Паула Аредоє (Румунія) — 5-0
- 1/4 фіналу:Переміг Шарабутдіна Атаєва (Росія) — 4-1
- 1/2 фіналу:Переміг Еріха Руїза (Куба) — 4-1
- Фінал:Переміг Кено Мачадо (Бразилія) — 3-2

Чемпіонат світу 2023
- 1/8 фіналу:Переміг Біллі Макалістера (Австралія) — 5-0
- 1/4 фіналу:Переміг Шохджахона Абдуллаєва (Узбекистан) — 5-2
- 1/2 фіналу:Переміг Георгія Кушиташвілі (Грузія) — 5-0
- Фінал:Програв Шарабутдіну Атаєву (Росія) — 1-4

Чемпіонат Європи 2024
- 1/8 фіналу:Переміг Віктор Шелстрете (Бельгія) — 4-3
- 1/4 фіналу:Переміг Яна Зак (Ізраїль) — 5-2
- 1/2 фіналу:Програв Нареку Манасяну (Вірменія) — 1-3

Олімпійські ігри 2024
- 1/8 фіналу:Переміг Хуліо Сезар Ла Круза (Куба) — 3-2
- 1/4 фіналу:Переміг Айбека Оралбая (Казахстан) — 3-2
- 1/2 фіналу:Переміг Енмануеля Реєса (Іспанія) — 4-1
- Фінал:Програв Лазізбеку Муллажонову (Узбекистан) — 0-5